# Großsedlitz

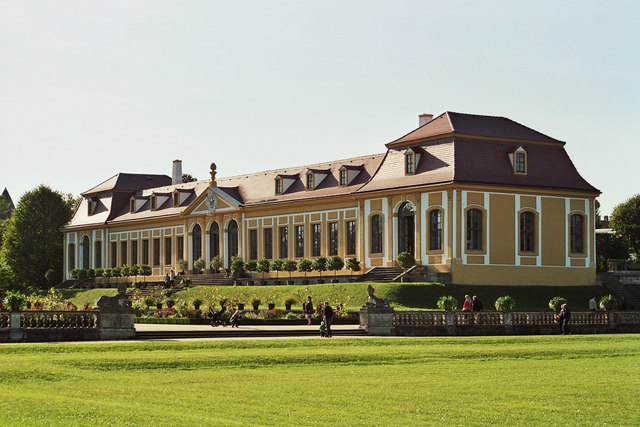
Obere Orangerie im Barockgarten Großsedlitz

Großsedlitz ist ein Ortsteil der Stadt Heidenau im Landkreis Sächsische Schweiz-Osterzgebirge, Sachsen. Er ist bekannt für den Barockgarten Großsedlitz.

## Geographie
Großsedlitz liegt im Südosten der Stadt Heidenau. Die eigentliche Ortslage befindet sich südlich und knapp außerhalb des Elbtalkessels auf der Hochfläche zwischen den Tälern der Müglitz im Westen und der Seidewitz im Osten. Im Norden reicht die Gemarkung jedoch bis zur Elbe. Die Fluren um Großsedlitz werden landwirtschaftlich genutzt. Am östlichen Rand der Ortslage befindet sich der Barockgarten Großsedlitz, der als FFH-Gebiet geschützt ist. Um Großsedlitz erstreckt sich das rund 370 Hektar große Landschaftsschutzgebiet „Großsedlitzer Elbhänge und Hochflächen“. Im Nordwesten grenzen zwei Heidenauer Stadtteile an: Heidenau-Süd im Elbtal und Kleinsedlitz auf der Hochfläche. Westlich benachbart ist das Stadtzentrum von Dohna, südwestlich bzw. südlich dessen Ortsteile Köttewitz und Krebs. Östlich grenzt Pirna an, nördlich auf der gegenüberliegenden Elbseite dessen Stadtteil Pratzschwitz. Im Norden von Großsedlitz liegt die Ilsequelle, der Heilkräfte zugeschrieben wurden.
Der Ortskern von Großsedlitz erstreckt sich entlang der Parkstraße zwischen Barockgarten und Siedlerweg. Wichtigste Straße des Stadtteils ist die Hauptstraße im Elbtal, die als Staatsstraße 172 eine schnelle Verbindung nach Dresden und in die Sächsische Schweiz darstellt. Durch den äußersten Süden der Gemarkung Großsedlitz verläuft die Bundesstraße 172a als Autobahnzubringer von Pirna zur Anschlussstelle Pirna an der Bundesautobahn 17, allerdings ohne Anbindung an das Straßennetz von Heidenau bzw. Großsedlitz. Bedeutendster Straßenzug im Bereich der eigentlichen Ortslage ist die aus Richtung Kleinsedlitz kommende Parkstraße, deren Rolle als Durchgangsstraße in südlicher Richtung der Neubauernweg fortsetzt. Er schwenkt nach Osten auf eine Strecke parallel zur B 172a ein und heißt ab da bis Pirna Dippoldiswalder Straße. Eine direkte ÖPNV-Anbindung besteht durch die Buslinie A des Reisedienstes Dreßler. Im Elbtal verkehren außerdem die Buslinien H/S. Dort liegt auch der Haltepunkt Heidenau-Großsedlitz an der Bahnstrecke Dresden–Děčín.

## Geschichte

### Allgemeines

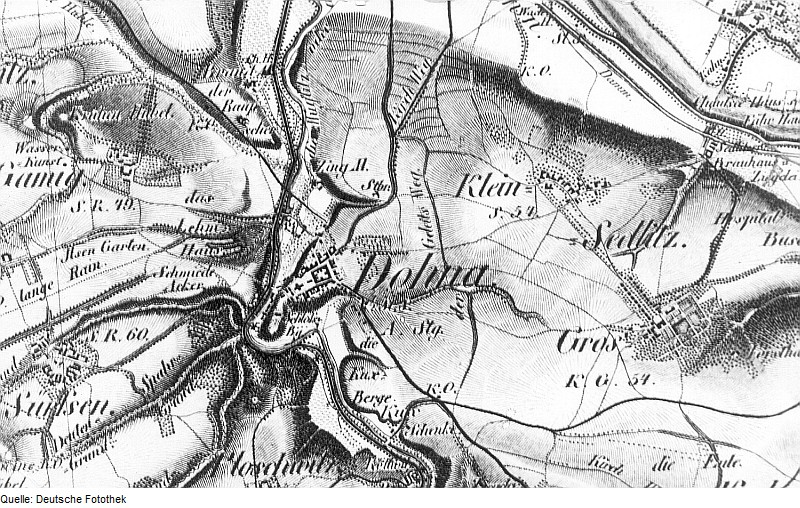
Großsedlitz auf einer Karte aus dem 19. Jahrhundert

Der Ortsname geht auf die Urform *Sedľc oder *Sedľce zurück, die Historiker von *sedło, altsorbisch für „Sitz“, „Siedlung“, herleiten. „Sedlitz“ bedeutet somit schlicht „Dorf“ bzw. „Siedlung“. Wahrscheinlich bezieht sich die Ersterwähnung „tota villa Sedelicz“ von 1350 auf Großsedlitz. Im 15. und 16. Jahrhundert waren zahlreiche verschiedene Schreibweisen in Gebrauch, darunter „Großen Czedelicz“, „Zedelitz“, „Sidelitz“, „Groß Zedelitzs“, „Gros Seidelitz“ und „Sedilitz“. Im 18. Jahrhundert, so unter anderem 1727, trat an die Stelle von Großsedlitz vereinzelt die Bezeichnung „Obersedlitz“. Dies diente zur Unterscheidung vom nur sieben Kilometer entfernten Niedersedlitz, einem im Elbtal gelegenen heutigen Dresdner Stadtteil. Danach traten nur noch die Form „Groß Sedlitz“ bzw. die heutige Schreibweise auf.
Im Jahr 1474 wurde die 1844 abgebrannte und abgerissene Sarische Mühle in Großsedlitz erstmals erwähnt. Bereits 1448 gab es nachweislich ein Vorwerk im Ort. Aus diesem ging im 16. Jahrhundert das Rittergut Sedlitz hervor. In Großsedlitz entwickelten sich zwei Rittergutshöfe. Der Niederhof steht im Elbtal; das dortige Haupthaus steht leer (Stand: 2011). Das Stallgebäude nebenan dient gewerblichen Zwecken, in den Wirtschaftsgebäuden sind Wohnungen eingerichtet. Der höchst ruinöse Oberhof liegt in Nachbarschaft des Barockgartens. Die Besitzer des Ritterguts übten die Grundherrschaft in Großsedlitz und benachbarten Orten aus. Sedlitzer Grundherr war unter anderem Laurentius Lindemann, ein kursächsischer Staatsbeamter aus Wittenberg. Sein Enkel bedrückte die Bauern des Ortes hart. Im Kirchenbuch ist neben der Eintragung seines Todes zu lesen, dass er von seinen Bauern mit Heugabeln und anderen Geräten totgeschlagen wurde. Weitere Grundherren waren Caspar und Hans von Korbitz sowie Mitglieder der Adelsgeschlechter Römer und Wolffersdorff. Um das Rittergut entstand im Laufe der Jahre eine Gutssiedlung. Im Jahr 1715 brannte Großsedlitz dann komplett ab.
Der sächsische Generalfeldmarschall und Reichsgraf August Christoph von Wackerbarth kaufte Rittergut und Dorf 1719, um dort einen Wohnsitz einzurichten. In unmittelbarer Nachbarschaft zum Rittergut ließ er ab 1720 nach Plänen von Johann Christoph Knöffel die Friedrichsburg, das Schloss Großsedlitz, errichten. Kurfürst August der Starke erwarb das Anwesen, das dadurch zum Kammergut wurde, 1723 durch einen geheimen Kaufvertrag. Dieser wurde erst drei Jahre später öffentlich gemacht, um die großen Pläne des Kurfürsten für Großsedlitz nicht aufs Spiel zu setzen: August der Starke wollte eine 96 Hektar große Parkanlage errichten lassen. Als die Bauarbeiten bereits 1732 wieder eingestellt wurden, waren immerhin zwölf Hektar fertig – der heutige Barockgarten Großsedlitz. Seit 1721 war in Großsedlitz eine Brauerei in Betrieb, zu der unter anderem die Pechhütte gehörte. Ab 1772 verkehrte zwischen Pratzschwitz und Großsedlitz eine Elbfähre für die Arbeiter der Sedlitzer Ziegelei.

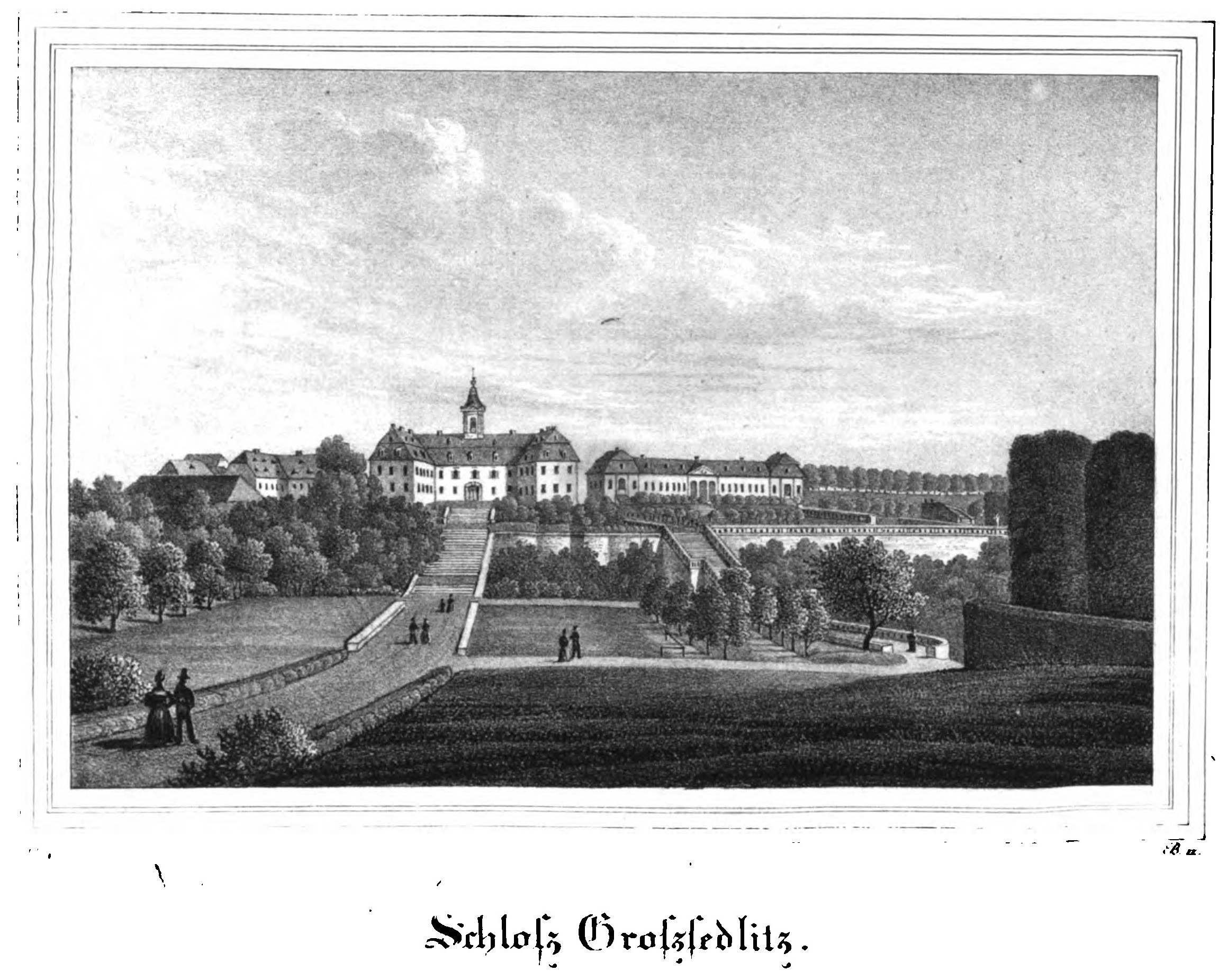
Großsedlitz im frühen 19. Jahrhundert: links die Gebäude des Ritterguts (Obergut), in der Mitte die Friedrichsburg (der rechte, östliche Seitenflügel ist heute das Friedrichsschlösschen) und rechts die Obere Orangerie im Barockgarten Großsedlitz

Im Siebenjährigen Krieg diente Großsedlitz als Hauptlager der Preußischen Armee. Die Friedrichsburg wurde in dieser Zeit stark beschädigt. Erneute Zerstörungen brachte 1813 ein Feldzug Napoleons. Im Laufe der Jahre ging der Besitz an die nachfolgenden Kurfürsten und Könige Sachsens über. Durch eine Festlegung in Sachsens erster Verfassung von 1831 wurden Schloss und Park zur Staatsdomäne. Die Friedrichsburg war im 19. Jahrhundert ein exemtes Grundstück. Von 1872 bis 1874 musste sie größtenteils abgerissen werden. Der Ostflügel wurde jedoch wiederaufgebaut und ist heute als Friedrichsschlösschen bekannt.
Die Verwaltung von Großsedlitz oblag ab dem 16. Jahrhundert dem Amt Pirna und 1856 dann dem Gerichtsamt Pirna. Auf Grundlage der Landgemeindeordnung von 1838 erlangte der Ort Selbständigkeit als Landgemeinde. Diese war 1875 Teil der Amtshauptmannschaft Pirna. Großsedlitz war von einer Blockflur umgeben; die Fläche der Gemarkung Großsedlitz betrug im Jahr 1900 etwa 310 Hektar. Nach dem Ende der Monarchie ging das Gut an den sächsischen Staatsfiskus über. Am 1. Oktober 1923 wurde Großsedlitz nach Heidenau eingemeindet. Das Kammergut mit der Friedrichsburg kam erst 1932 zur Gemeinde Heidenau dazu. Seit 1993 gehört der Barockgarten Großsedlitz zu den Staatlichen Schlössern, Burgen und Gärten Sachsen. Der Barockgarten ist heute die bekannteste Sehenswürdigkeit Heidenaus. Die heutige Heinrich-Heine-Grundschule an der Parkstraße wurde 1894 eingeweiht.

### Einwohnerentwicklung
| Jahr    | Einwohner                         |
| ------- | --------------------------------- |
| 1548/51 | 8 besessene Mann, ca. 20 Inwohner |
| 1764    | 2 besessene Mann, 18 Gärtner      |
| 1834    | 193                               |
| 1871    | 245                               |
| 1890    | 378                               |
| 1910    | 520                               |
| 1925    | siehe Heidenau                    |